# Oliver Twist (2005)
Oliver Twist ist eine Verfilmung des gleichnamigen Romans von Charles Dickens von Roman Polański aus dem Jahr 2005.

## Handlung
Die Handlung beginnt mit der Einweisung Olivers in ein Waisenhaus in einer englischen Provinzstadt. Er wird von Mr. Bumble, dem Kirchenspieldiener vorgestellt, danach in die Kinderarbeit eingewiesen. Die Kinder arbeiten unter erbärmlichen Umständen an der Herstellung von Werg aus ausgedienten Schiffstauen für die britische Marine und leiden Hunger. Sie losen aus, wer sich bei der Obrigkeit beschweren soll: Oliver wird ausgesucht. Als Oliver nach der ersten Portion des gemeinsamen Essens eine weitere Portion erbittet, beschließt der Vorstand empört, Oliver als Lehrjungen zu vergeben. Zunächst soll er unter unmenschlichen Bedingungen für den Schornsteinfeger arbeiten, aber ein Richter verhindert dies. Oliver kommt in die Obhut des Bestattungsunternehmers Mr. Sowerberry. Dieser behandelt Oliver relativ freundlich. Im Unterschied zu seiner Frau, die ihn Hundefutter essen und unter einem Schreibtisch zwischen den Särgen schlafen lässt. Ein älterer Junge, Noah, der auch bei den Sowerberrys arbeitet, setzt ihm stark zu, zieht schließlich über Olivers tote Mutter her. Oliver verprügelt den Größeren daraufhin. Nachdem er deswegen hart bestraft wird, entschließt er sich zur Flucht. Er bricht in aller Frühe auf, als noch alle schlafen, und erreicht am Ende nach siebentägigem Fußmarsch London.
Ausgehungert und müde trifft er in London auf den etwas älteren Jack Dawkins, auch „Listiges Schlitzohr“ (im Original Artful Dodger) genannt, der ihn in die Obhut von Fagin gibt. Fagin ist ein alter Bandenführer, der Kinder für sich auf den Straßen Londons stehlen lässt. Oliver fühlt sich erstmals in seinem Leben umsorgt, erkennt jedoch zunächst nicht, dass seine neuen Freunde Diebe sind. Auch er lernt von Fagin das Stehlen. Beim ersten Ausflug in die Stadt wird Oliver prompt irrtümlich für einen Taschendiebstahl verantwortlich gemacht. Der Irrtum wird vor Gericht aufgeklärt und so kommt er in das Haus des wohlhabenden Mr. Brownlow, der von der Gutherzigkeit des Jungen überzeugt ist. Er wird liebevoll aufgenommen und umsorgt.
Fagin ist überzeugt davon, dass Oliver die Bande verraten wird und beauftragt den Gangster Bill Sykes und dessen Freundin Nancy, Oliver aus dem Hause Brownlow zu entführen und zurückzubringen. Dies gelingt den beiden. Bill Sykes nutzt den Jungen, um mit ihm und dem Einbrecher Toby Crackit in Mr. Brownlows Haus einzudringen. Oliver wird beim Einbruch durch einen Schusswechsel am Arm verwundet. Fagin und Sykes befürchten, dass Oliver sie irgendwann verraten könnte, und beschließen, Oliver umzubringen. Dies erweckt das Mitleid von Nancy, die Kontakt mit Mr. Brownlow aufnimmt, um Oliver zu retten. Dabei wird sie von Schlitzohr belauscht, der sie an Fagin und Sykes verrät. Sykes erschlägt daraufhin Nancy und muss fliehen. In der Zwischenzeit flieht auch die Kinderbande mit Fagin und Sykes vor der Polizei, die ihnen durch Mr. Brownlow auf der Spur ist.
Bill Sykes entscheidet sich auf der Flucht um und kehrt nach London in das neue Versteck zurück, um Fagin Geld, welches er zur Flucht benötigt, abzunehmen. Die Polizei kann das Versteck durch Sykes’ entlaufenen Hund Bullauge jedoch finden. Sykes kommt auf der Flucht vor der Polizei ums Leben und Oliver zurück in die Obhut von Mr. Brownlow. Oliver stattet dem alten, von Todesangst verrückt gewordenen Fagin einen letzten Besuch im Gefängnis ab, um sich bei ihm für das Heim, das er ihm in großer Not gegeben hatte, zu bedanken. Als Oliver und Mr. Brownlow zurückfahren, sehen sie, wie vor dem Gefängnis bereits der Galgen für Fagin aufgebaut wird. Oliver wird bei Mr. Brownlow bleiben.

## Synchronisation
Die Synchronisation erfolgte durch die Synchronisationsfirma Studio Babelsberg nach einem Dialogbuch von Joachim Kunzendorf, der zugleich die Dialogregie übernahm.
| Rolle                    | Darsteller       | Synchronsprecher      |
| ------------------------ | ---------------- | --------------------- |
| Oliver Twist             | Barney Clark     | Johannes Walenta      |
| Fagin                    | Ben Kingsley     | Peter Matić           |
| Bill Sykes               | Jamie Foreman    | Erich Räuker          |
| Nancy                    | Leanne Rowe      | Manja Doering         |
| Mr. Brownlow             | Edward Hardwicke | Lothar Blumhagen      |
| Artful Dodger            | Harry Eden       | Till Völger           |
| Charley Bates            | Lewis Chase      | Konrad Bösherz        |
| Richter Fang             | Alun Armstrong   | Klaus Sonnenschein    |
| Mrs. Bedwin              | Frances Cuka     | Rita Engelmann        |
| Mr. Grimwig              | Paul Brooke      | Friedrich G. Beckhaus |
| Mr. Sowerberry           | Michael Heath    | Reinhard Kuhnert      |
| Mitarbeiter im Armenhaus | Richard Durden   | Bodo Wolf             |
| Mr. Limbkins             | Ian McNeice      | Hans-Werner Bussinger |

## Hintergrund
Oliver Twist ist im Werk Roman Polańskis mit ca. 50 Mio. € die teuerste Produktion, spielte aber in den USA nur zwei Millionen ein. Die Dreharbeiten fanden zwischen Juli und November 2004 in den Prager Filmstudios Barrandov statt. Der polnische Ausstatter Allan Starski, der bereits die Ausstattung von Polańskis Der Pianist besorgt hatte, ließ in den Prager Studios das London von 1830 wieder erstehen. Mit einem Großaufgebot tschechischer Statisten entstand das Gewirr einer Großstadt des 19. Jahrhunderts. Die Geschichte vom Aufenthalt bei den Sowerberrys und der Flucht von Oliver nach London gelingt Polański besonders intensiv. – Zu erinnern ist hier an Polańskis Kindheitserfahrungen, als seine jüdischen Eltern in deutsche Konzentrationslager verschleppt wurden und er von polnischen Bauern versteckt wurde. – Die Einsamkeit des Waisenkindes Oliver wird in den Bildern, die er mit seinem Kameramann Paweł Edelman findet, für den Betrachter fast physisch spürbar.
Elvis Polanski (* 1998), der gemeinsame Sohn des Regisseurs mit Emmanuelle Seigner, spielte in dem Film eine kleine Statistenrolle als Kind mit einem hölzernen Spielreifen, dem die Taschendiebsbuben einen Streich spielen. Seine Schwester Morgane Polanski (* 1993) hat einen kurzen Auftritt als Farmerstochter, die Oliver Twist die Tür öffnet, als er auf seinem Weg nach London an einem Landhaus anklopft.
Die Figur des Fagin ist im Roman Jude. In der Verfilmung Polanskis wird die religiöse oder ethnische Zugehörigkeit Fagins nicht thematisiert.

## Kritiken
„Im Gegensatz zu früheren Verfilmungen des Romans von Charles Dickens konzentriert sich Roman Polanskis Adaption auf eine unmenschliche Gesellschaft. Der Film verdichtet sich immer zunehmend zu einem Sozialdrama unverkennbar humanistischen Anspruchs.“

„Roman Polanski hat aus Dickens’ Geschichte einen Horrorfilm gemacht. Mit grimmiger Detailtreue legt der Regisseur auf der Höhe seiner Kunst den sozialkritischen Kern von Oliver Twist frei.“

„Dies ist eine der werkgetreuesten Umsetzungen von Charles Dickens’ erstem Roman aus dem Jahre 1838. Polanski hat hier – wie bereits in seinem mehrfach Oscar gekrönten Werk ‚Der Pianist‘ – eigene Erfahrungen in die Hauptfigur einfließen lassen. Denn seine Erlebnisse als Waise im Warschauer Ghetto verfolgen ihn bis heute. Die hohe Authentizität und die starken Darsteller – allen voran Ben Kingsley als zwiespältiger Bösewicht Fagin – sorgen für beste Unterhaltung.“

„Polanski scheint für diesen Film geboren zu sein … Ben Kingsley ist der beste Fagin, den ich je gesehen habe … Polanskis ‚Oliver Twist‘ übertrumpft die Versionen von David Lean, Carol Reed und sogar Dickens selbst … dieser ‚Oliver Twist‘ ist ein Meilenstein der Filmgeschichte … Ein fabelhafter Film!“

## DVD-Veröffentlichung
- Oliver Twist. 125 Minuten. Ufa 2006
- Oliver Twist. Deluxe Edition. 2-DVD-Set im Pappschuber. Disc 1 = Hauptfilm, 125 Minuten. Disc 2 = Making Of: Twist by Polanski, Making Of: The Best of Twist, Making Of: Kidding with Oliver Twist, The Children’s Making Of, Interviews mit Cast & Crew, Internationale Kinotrailer (deutsch & englisch), TV-Spot (englisch), Cast & Crew. Ufa 2006